# 蘭岑巴赫河 (施泰因巴赫河支流)
47°45′56″N 11°18′05″E / 47.76553°N 11.30135°E

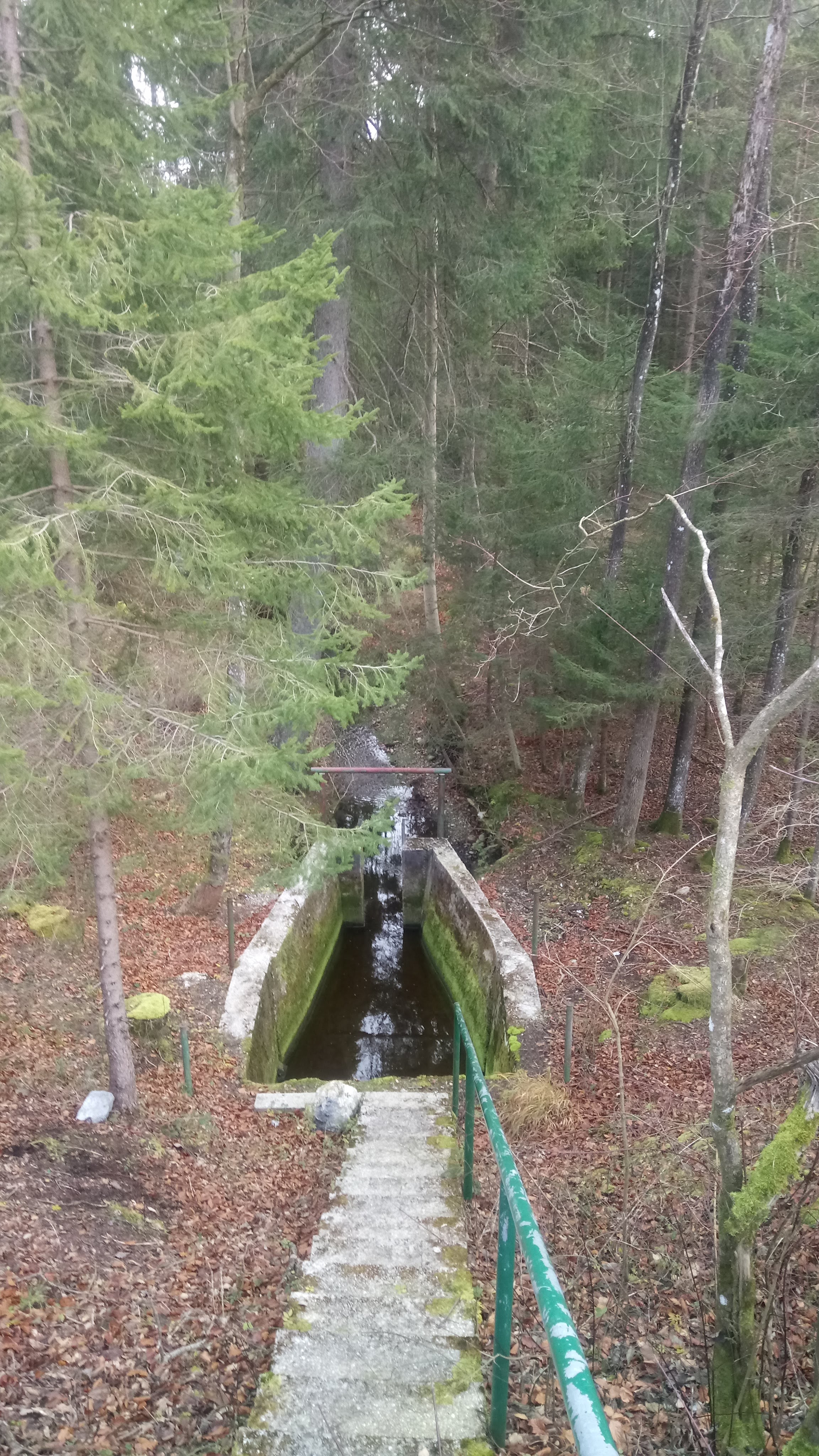

蘭岑巴赫河（德語：Lanzenbach），是德國的河流，位於該國東南部，由巴伐利亞負責管轄，屬於施泰因巴赫河的支流，河道全長5.8公里，河畔城鎮有上瑟謝靈、安特多夫和伊弗爾多夫。